# Frank Shuman
Frank Shuman (Brooklyn, Nueva York, 23 de enero de 1862 - Tacony, Filadelfia, 28 de abril de 1918) fue un ingeniero, pionero en energía solar e inventor estadounidense.
En 1913 Frank Shuman construyó en Maadi, Egipto (1912-13), la que se puede considerar primera planta de canal parabólico. Las instalaciones de Shuman en Egipto fueron destruidas durante la Primera Guerra Mundial y después de la guerra ya no fueron reconstruidas.
Su taller, laboratorio y su vivienda pueden aún visitarse en Tacony, Filadelfia.

Hemos demostrado la utilidad comercial de la energía del sol en los trópicos y en particular el resultado eficaces, nuestras tiendas de petróleo y carbón se agotan y la raza humana puede recibir el poder ilimitado de los rayos del Sol.
Frank Shuman, The New York Times, 2 de julio 1916